# Peter Gunby
Peter Gunby (sinh năm 1934) là một cầu thủ bóng đá và huấn luyện viên bóng đá người Anh.

## Sự nghiệp
Sinh ra ở Leeds, Gunby thi đấu ở vị trí right half cho Leeds UYMI, Leeds United, Bradford City và Harrogate Town. For Bradford City he made 3 lần ra sân ở Football League.
Ông dẫn dắt Harrogate Town vào thập niên 1970. Sau khi làm thợ điện, ông trở thành huấn luyện viên tại Huddersfield Town và Leeds United, và có hai khoảng thời gian làm huấn luyện viên tạm quyền của Leeds năm 1985 and 1988. Vào tháng 9 năm 2007 ông được phong OBE.